# Aechmea gentryi
Espèce
Classification phylogénétique
Aechmea gentryi est une espèce de plante de la famille des Bromeliaceae, endémique d'Équateur.

## Distribution
L'espèce se rencontre dans les provinces de l'est de l'Équateur.

## Description
L'espèce est épiphyte.